# Махшид Аміршахі
Махши́д Аміршахі́ (перс. مهشید امیرشاهی; *9 квітня 1937, Керманшах, Іран) — іранська письменниця, авторка оповідань, літературна критикиня, журналістка, перекладачка і громадська діячка.

## З життєпису
Махшид Аміршахі народилась 9 квітня 1937 року в Керманшаху в родині магістрата Аміра Аміршахі та політичної активістки Молуд Ханларі.
Відвідувала початкову та середню школу в Тегерані, згодом навчалась у приватній школі-інтернаті Charters Towers в Бексгілл-он-Сі (Сассекс, Англія). Після матрикули вивчала фізику в Політехнічному інституті Вулвіча в Лондоні.
В літературу прийшла у середині 1960-х років.
Вже на початкових етапах ісламської революції в Ірані М. Аміршахі чітко зайняла позицію проти фундаменталізму та за світську демократію. Вона була відкритою прихильницею Шапура Бахтіара (останнього прем'єр-міністра Ірану до Ісламської Республіки) та доктора Мохаммеда Мосаддика. Це змусило її виїхати на еміграцію, де вона продовжувала писати та займатись політичною і громадською діяльністю. 
Аміршахі читала лекції у Люксембурзькому палаці (Сенат Франції) і Гарвардському університеті, написала десятки статей переважно перською мовою, час від часу дописуючи у світові ЗМІ, на кшталт Newsday (США) і Les Temps Modernes (Франція) англійською та французькою. 
Однією з її помітних політичних позицій під час перебування у вигнанні було підбурювання іранських інтелектуалів і митців до написання декларації на захист британського письменника Салмана Рушді, який став об'єктом переслідування через фетву, видану проти нього аятолою Хомейні за книгу «Сатанинські вірші». Махшид Аміршахі була однією із засновниць «Комітету захисту Салмана Рушді у Франції» та членкинею подібного комітету на захист Тасліми Насрін, письменниці, яка була об'єктом нападів фундаменталістів у Бангладеш.
У 2013 році Махшид Аміршахі була нагороджена щорічною премією Біта від Програми іраністики Гаміда та Крістіни Могадам у Стенфордському університеті, яка має на меті відзначити виняткові життєві досягнення осіб у цій царині.

## З доробку
«Тупикова алея» (1966), «Шпак Бібі Ханум» (1968), «Після останнього дня» (1969), «Перша особа однини» (1970) — збірки оповідань, написані і видані до революції; Хазр (1987), Сафар (1995) і 4 частини роману «Матері та дочки» були опубліковані поза Іраном (1998-2009).
Деякі критики називають її романи «Вдома» (Dar hazar) та «В гостях» (Dar safar), а також її 4-томник «Матері та дочки» Maadaraan o Dokhtaraan, написані в еміграції, «сучасною класикою перської літератури».
Вибрана бібліографія
- Тупикова алея (1966) - збірка оповідань
- Шпак Бібі Ханум (1968) - збірка оповідань
- Після останнього дня (1969) - збірка оповідань:
- Перша особа однини (1970) — збірка оповідань
- An Anthology of Short Stories (1972)
- Mahshid, Amirshahi (1982). Yekrangi یکرنگی.
- Вдома (Dar Hazar, 1987)
- Short Stories (1998)
- Одруження Аббаса Хана (1998) – книга 1-а 4-томника Матері і дочки
- Добрий дух Дадех (1999) – книга 2-а 4-томника Матері і дочки
- Різне (Hezaar Bishe, 2000 [антологія нарисів, оглядів та інтерв'ю перською, англійською і французькою]
- Медовий місяць Шахрбану (2001) – книга 3-я 4-томника Матері і дочки
- Persian Fables for Our Time (2010)
- Спогади Мехр-Олі'а (2010) - книга 4-а 4-томника Матері і дочки
- Mahshid, Amirshahi (2012). Modern Persian Short Stories.

Твори М. Аміршахі перекладені англійською, французькою, німецькою, чеською, болгарською, арабською, російською мовами.